# Artyom Zakharov
Pour les articles homonymes, voir Zakharov.
Artyom Zakharov (né le 27 octobre 1991 à Petropavl) est un coureur cycliste kazakh. Il participe à des épreuves sur route et sur piste.

## Biographie
Artyom Zakharov est contrôlé positif à la méthylhexanamine lors du Tour de Guyane 2013, course qu'il avait remporté avant d'être déclassé. Il se voit interdire de participer pendant six mois aux compétitions et manifestations sportives organisées ou autorisées par la Fédération française de cyclisme.
Au mois de février 2016, il signe, tout comme son compatriote Dias Omirzakov, un contrat de deux ans au sein de l'équipe WorldTour Astana.
En mars 2022, il participe à Milan-San Remo, où il est membre de l'échappée du jour.

## Palmarès sur piste

### Jeux olympiques
- Rio 2016
  - 10e de l'omnium
- Tokyo 2020
  - 14e de l'omnium

### Championnats du monde
- Melbourne 2012
  - 15e de la poursuite par équipes
- Minsk 2013
  - 13e de la poursuite par équipes
  - 13e de l'omnium
- Londres 2016
  - 10e de l'omnium
- Hong Kong 2017
  - 23e de la poursuite individuelle[4]
- Pruszków 2019
  - 20e de l'omnium
- Glasgow 2023
  - 16e du scratch

### Coupe du monde
- 2013-2014
  - 2e de l'omnium à Aguascalientes
- 2015-2016
  - 3e de l'omnium à Hong Kong
- 2019-2020
  - 3e de l'omnium à Cambridge

### Jeux asiatiques
- Jakarta 2018
  -  Médaillé de bronze de la poursuite individuelle
  -  Médaillé de bronze de l'omnium
- Hangzhou 2022
  -  Médaillé de bronze de la course à l'américaine

### Championnats d'Asie
| - Kuala Lumpur 2012 - Médaillé d'argent de l'américaine - Médaillé de bronze de la poursuite par équipes - New Delhi 2013 - Champion d'Asie de l'omnium - Nakhon Ratchasima 2015 - Médaillé de bronze de l'omnium - Izu 2016 - Médaillé d'argent de l'omnium - New Dehli 2017 - Médaillé d'argent de la poursuite - Médaillé d'argent de l'américaine - Nilai 2018 - Médaillé de bronze de la poursuite individuelle - Médaillé de bronze de l'omnium | - Jakarta 2019 - Médaillé d'argent de la course aux points - Médaillé de bronze de la poursuite par équipes - Jincheon 2020 - Médaillé d'argent de l'omnium - Médaillé de bronze de l'américaine - New Delhi 2022 - Médaillé d'argent de l'omnium - Médaillé de bronze de l'américaine - Nilai 2023 - Médaillé d'argent de l'omnium - Médaillé de bronze de la poursuite par équipes |

### Jeux asiatiques et d'arts martiaux en salle
- Ashgabat 2017
  -  Médaillé d'or de la poursuite par équipes (avec Roman Vassilenkov, Sultanmurat Miraliyev, Alisher Zhumakan[5] et Sergey Shatovkin)
  -  Médaillé d'argent de l'omnium[6]

### Jeux de la solidarité islamique
- Konya 2021
  -  Médaillé d'or de l'omnium

### Championnats nationaux
| - 2014 - Champion du Kazakhstan de poursuite - 2015 - Champion du Kazakhstan de scratch - Champion du Kazakhstan de l'omnium - 2016 - 2e du championnat du Kazakhstan de poursuite - 2e du championnat du Kazakhstan de course aux points - 3e du championnat du Kazakhstan de scratch - 2017 - Champion du Kazakhstan de course aux points - 2e du championnat du Kazakhstan de course à l'élimination - 2018 - Champion du Kazakhstan de poursuite - 2e du championnat du Kazakhstan de l'omnium - 2019 - Champion du Kazakhstan de l'omnium - 2e du championnat du Kazakhstan de l'américaine - 2e du championnat du Kazakhstan de poursuite | - 2020 - Champion du Kazakhstan de l'américaine (avec Dmitriy Potapenko) - Champion du Kazakhstan de scratch - Champion du Kazakhstan de l'omnium - 3e du championnat du Kazakhstan de course aux points - 2021 - Champion du Kazakhstan de poursuite par équipes - Champion du Kazakhstan de course aux points - 2e du championnat du Kazakhstan de poursuite - 2e du championnat du Kazakhstan de scratch - 2022 - Champion du Kazakhstan de l'omnium - 2023 - Champion du Kazakhstan de course aux points - 3e du championnat du Kazakhstan de l'omnium |

## Palmarès sur route

### Par année
| - 2017 - Champion du Kazakhstan sur route - 3e du championnat du Kazakhstan du contre-la-montre - 2018 - 3e du championnat du Kazakhstan sur route - 2019 - Champion d'Asie du contre-la-montre par équipes - 3e du championnat du Kazakhstan du contre-la-montre | - 2021 - 3e du championnat du Kazakhstan sur route - 2022 - 2e du championnat du Kazakhstan sur route |

### Classements mondiaux
| Année                                 | 2013  | 2014 | 2015 | 2016  | 2017 | 2018  | 2019 | 2020  | 2021 | 2022 | 2023  |
| ------------------------------------- | ----- | ---- | ---- | ----- | ---- | ----- | ---- | ----- | ---- | ---- | ----- |
| UCI World Tour                        |       |      |      | nc    | 415e | nc    |      |       |      |      |       |
| Classement mondial                    |       |      |      | 1957e | 750e | 916e  | 958e | 1365e | 652e | 729e | 1808e |
| UCI Europe Tour                       | 1106e | nc   | 967e | nc    | nc   | 1692e |      |       |      |      |       |
| UCI Asia Tour                         | 149e  | nc   | nc   | 358e  | 81e  | 127e  | 45e  | 90e   | 10e  | 36e  | nc    |
|                                       |       |      |      |       |      |       |      |       |      |      |       |
| Légende : nc = non classéSource : UCI |       |      |      |       |      |       |      |       |      |      |       |